# Hugo Ball
Hugo Ball (22. únor 1886 Pirmasens – 14. září 1927 Sant'Abbondio, nyní Gambarogno, kanton Ticino u Lugana) byl německý filozof, spisovatel a básník, jeden ze zakladatelů dadaistického hnutí.

## Život
Vystudoval sociologii a filozofii na univerzitách v Mnichově a Heidelbergu (1906–07). V roce 1910 odešel do Berlína, kde vystudoval Školu dramatického umění Maxe Reinhardta a poté pracoval v divadle. Společně s Johannem R. Becherem a Erichem Mühsamem začal roku 1913 vydávat časopis Revoluce. Zároveň začal chodit do berlínského Café des Westens, kde se scházela skupina básníků, která ho přivedla k zájmu o literaturu. Krátce po vypuknutí první světové války se svou ženou Emmy Henningsovou uprchl jako pacifista do Švýcarska. V Curychu pracoval jako pianista v jednom varieté v curyšské dělnické čtvrti Niederdorf.
5. února 1916 otevřeli Ball se svou ženou na Spiegel Gasse 1 literární kavárnu nazvanou Kabaret Voltaire (v bývalé hospodě Meierei). Slavnostního otevření se tehdy účastnili Tristan Tzara, Hans Arp a jeho žena Sophie Taueberová-Arpová, Viking Eggeling, Marcel Slodki, Christian Schad, Hans Richter, Augusto Giacometti a další. Kabaret Voltaire se stal centrem protinacionalisticky a pacifisticky smýšlejících umělců. Jméno Voltaire mělo symbolizovat svobodu ducha. Právě v Kabaretu Voltaire bylo hnutí Dada na jaře roku 1916 založeno, když jednou večer umělci otevřeli malý Laroussův slovník (nebo francouzsko-německý slovník) nožem na dopisy na náhodné stránce a poté jeden z přítomných vzal kapátko s vodou a kapka dopadla na francouzské slovo "dada", jež v dětské mluvě znamení koníček, načež se umělci rozhodli založit směr právě pod tímto názvem.
I Ball začal tvořit v duchu dadaismu. Napsal román Tenderenda, der Phantast, napsal i množství fonetických básní, mezi nimiž nejznámější je Gadji beri bimba a Karawane. Roku 1917 se však přestal s dadaisty stýkat, když se stal redaktorem liberálně kritických bernských novin Freie Zeitung. Po válce se stáhl do ústraní a žil v Ticinu, kde se velmi sblížil s Hermannem Hesse. Roku 1919 vydal sžíravou knihu Kritik der deutschen Intelligenz a konvertoval ke katolickému křes'ťanství. Těsně před smrtí se ohlásil kritickým životopisem spisovatele Hermanna Hesseho Hermann Hesse, sein Leben und sein Werk (1927). Po jeho smrti byl vydán jeho deník Die Flucht aus der Zeit (Únik z doby).

## Z díla
- Flametti, aneb O dandysmu chudých. Praha, Rubato 2016, ISBN 978-80-87705-49-0
- Útěk z doby. Praha, Rubato 2016, ISBN 978-80-87705-50-6
- Tenderenda fantasta. Praha, Rubato 2016, ISBN 978-80-87705-48-3

- Zur Kritik der deutschen Intelligenz. (Ke kritice německé inteligence), 1919, Projekt Gutenberg-DE
- Zur Kritik der deutschen Intelligenz. (Ke kritice německé inteligence), Frankfurt/M, Suhrkamp 1991 (1919), ISBN 978-35-18016-90-9
- Hermann Hesse: sein Leben und sein Werk (Hermann Hesse, život a dílo.) Frankfurt/M, Suhrkamp 1977 (1927), ISBN 978-35-18068-85-4
- Byzantinisches Christentum: Drei Heiligenleben. (Joannes Klimax (Johannes Climacus), Dionysius Areopagita, Symeon der Stylit.) (Byzantské křesťanství: tři životy svatých) Mnichov, Josef Kösel & Friedrich Pustet, 1931, OCLC 163303436
- Die Folgen der Reformation. (Následky reformace) München, Duncker & Humblot, 1924, OCLC 8380873

## Fotogalerie

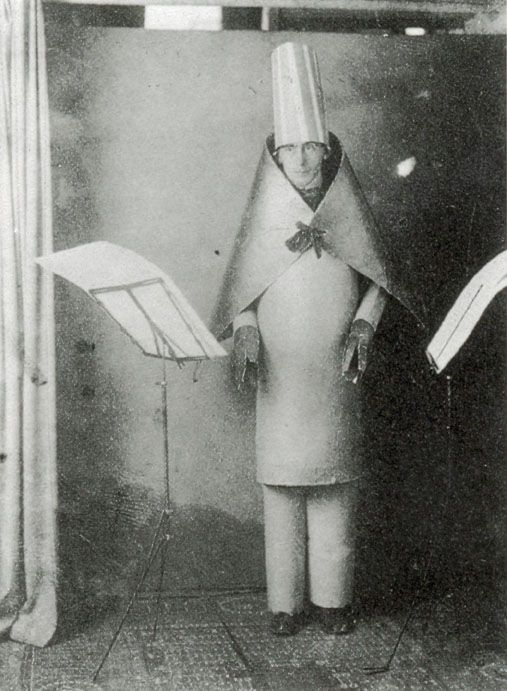
Hugo Ball (Cabaret Voltaire v Curychu, 1916)
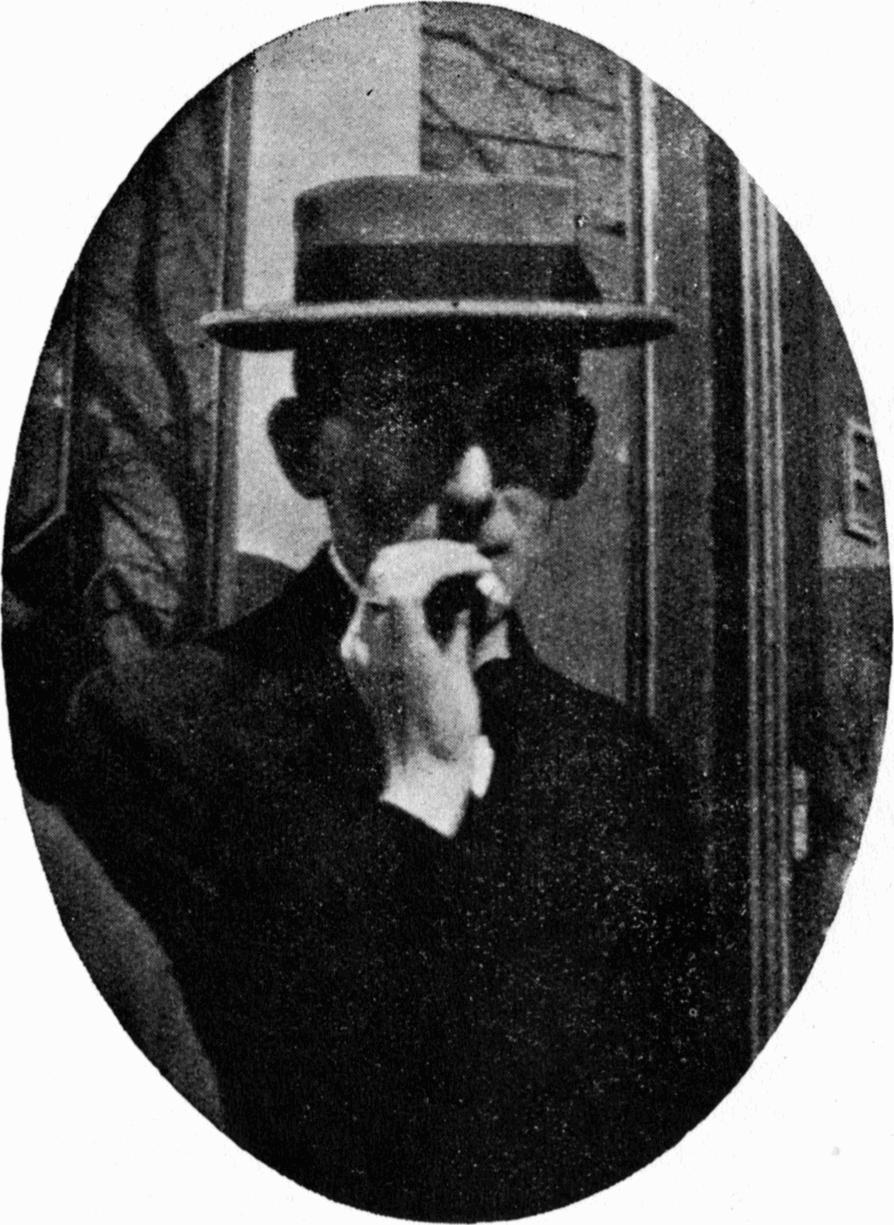
Hugo Ball (1928)
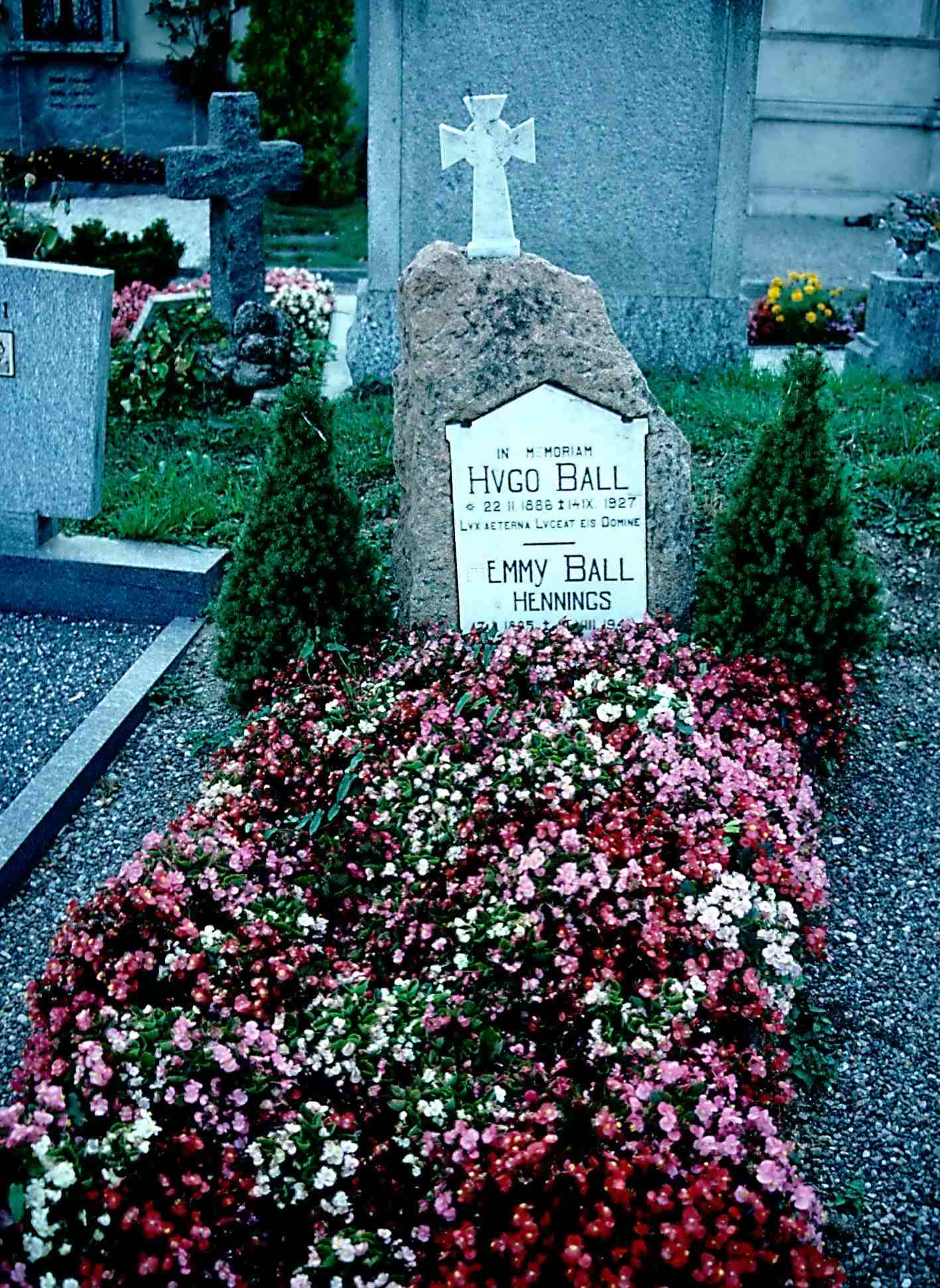
Hrob obou manželů ve Švýcarsku (hřbitov San Abbondio, Gentilino, Collina d'Oro, Lugano)
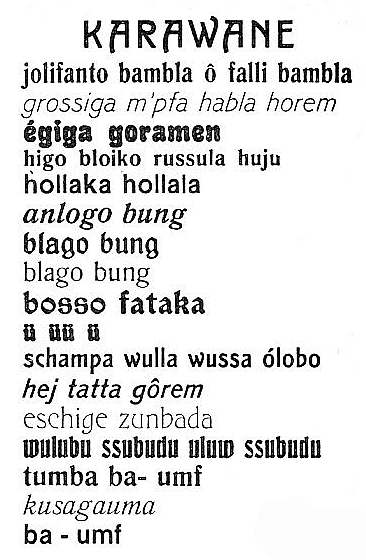
Ballova báseň 'Die Karawane'